# ポートセントルーシー (フロリダ州)
ポートセントルーシー（英: Port St. Lucie）は、アメリカ合衆国フロリダ州南部セントルーシー郡の都市である。マイアミの北180キロメートルに位置する。人口は20万4851人（2020年）。

## 歴史

### 前史・開拓期
ポートセントルーシー市域に残るスプルース・ブラフ古墳（高さ約5.5メートル、直径約58メートル）は、先住民のアイス族（英語）がこの地域に居住していた証である。古墳は紀元前300年から100年ごろのものと考えられる。1890年ごろには最初の開拓者が入植し、この地域をスプルース・ブラフと名付けてパイナップルや柑橘類の栽培を開始したが、その後の寒波によって1894年までには土地が放棄された。この当時の遺構にはルックアウト大通り近辺の石標や墓石がある。

### 都市開発初期
現在ポートセントルーシーとなっている場所はホワイトシティ地域南側の土地であり、1950年代にはほとんど住人がおらず、釣り用のキャンプとわずかな農場と企業がアメリカ国道1号線付近にあるだけだった。1958年、不動産開発会社のジェネラル・デベロプメントが5,000万ドルでリバーパーク開発地とセントルーシー川北支流沿い16 km²の土地を購入し、翌1959年にはセントルーシー川に架かる最初の橋を開通させ、ポートセントルーシーに直接自動車で入れるようにした。
1961年2月25日にはポートセントルーシーに250戸の住宅ができていた。そこでジェネラル・デベロプメント社はリバーパーク開発地に沿った112キロメートルを市として制定するよう州議会に要請した。1961年4月27日、州議会下院議員ルパート・スミスの提案した下院法案953号が成立し、州知事C・ファリス・ブライアントの承認によってポートセントルーシーは市となったが、制定当時の市はリバーパークの住民が編入を望まなかったため、住民ゼロの状態でスタートした。

### 都市開発（1990年代以降）
1990年代に入ると、別の不動産開発会社コア・コミュニティーズ（CC社）が後にセントルーシー・ウェストとなる土地を取得し開発を開始した。CC社の当初の計画では18 km² の土地に20年間で約14,000戸の家屋を建てる予定であったが、この土地が地理的に重要な位置を占めていることに気付いた同社は単なる住宅地にとどまらない複合開発へと舵を切る。CC社はビジネス地区や娯楽施設用の地区の造成に乗り出し、その結果、町に7,000もの雇用機会を創出して、2000年代前半を通した拡大と成長の基礎を固めた。
2006年、CC社は新たに「トラディション」地区の開発に着手。この地区は州間高速道路95号線とガトリン・ブールバードの交差点西側に位置し、開発前は大きな牛の牧場だった。そこに120万平方メートルの総床面積を持つ商業地域と18,000以上の住居スペースを確保した。コア・コミュニティーズのウェブサイトによれば、「トラディション」はI-95沿いのカナディアン・ブールバードに至るまでの不動産開発では最も広範な規模の開発であるとしている。1950年代の町をモデルにして、「貴方が育つ町」として広告宣伝された。この地域の中心である「トラディション広場」では年間を通じてさまざまな催しが行われている。2009年にはCATV事業者HGTVの「グリーンホーム2009」キャンペーンの賞品として「トラディション」地区の住宅が採用された。また、「退職後に住みたいアメリカの地域100選」にも2度選ばれている。

### 住宅危機以降
2007 年、米国の住宅市場が崩壊し始めると、その影響がポートセントルーシーにも及んだ。2009年2月時点の失業率は10.5%となり、2008年には 11,000戸近くの住宅で抵当権が執行され、持ち主が担保の受戻権を喪失した。2009年2月、アメリカの公共ラジオ放送局ナショナル・パブリック・ラジオ (NPR) は「大打撃の成長都市、緊急対策を検討」と題する特集番組で、セントルーシー郡政委員の1人がポートセントルーシーを「災害地域」に指定して郡の緊急予算1,700万ドルを投入し、事態の改善を図るべきだとの主張をしていることを報じた。同委員によれば、緊急予算を組み入れれば、交通予算などその他の費目とあわせて2,000万ドルから3,000 万ドルの資金を研究パーク建設や高規格道路を含むインフラ整備に費やすことができるということであった。これに対し、ポートセントルーシー市当局はこの報道がNPRのWeb版に掲載された翌日、市が厳しい財政状況に置かれていることは認める一方で、自然災害時の備えとして蓄えられている緊急予算を投入することは不適切であり、NPRが報道した内容は1人の郡政委員の意見に過ぎず、市は「災害地域」宣言を行うことを検討してもいなければ、経済破綻状態にあるわけでもないと反論した。
2008 年、トーリー・パインズ分子生物学研究所とワクチン・遺伝子治療研究所を含む4つのバイオテクノロジー研究機関が入居するトラディション・センター・フォー・イノベーション
の設立が決定し、これに関連するものだけでも30,000以上の新規雇用機会がポートセントルーシー市に創出されると期待された。
2009 年度に入ってからも、警察官51名を含む常勤の市職員154名の削減が決定されるなどポートセントルーシー市では険しい緊縮財政運営が続けられているが、その一方では助役代理の年俸が14%上積みされたことに対して厳しい批判が浴びせられた。市では、組織改正にともない助役代理の責任範囲が拡大したことを挙げ、給与の増額は正当であるとしている
。
2010年9月22日、ポートセントルーシーの現職市長パトリシア・クリステンセンが公文書偽造（選挙運動資金の収支報告書の虚偽記載）と選挙運営資金の着服の嫌疑により逮捕され、同日中に同市長は辞任を表明した。

## 地理
ポートセントルーシーは北緯27度16分33秒 西経80度21分18秒 / 北緯27.27583度 西経80.35500度に位置する。南にはセントルーシー川支流、北には郡庁所在地フォートピアースがある。東は大西洋である。
アメリカ合衆国国勢調査局による報告では、市域全面積は76.7平方マイル (198.6 km2) で、このうち陸地が75.5平方マイル (195.6 km2) であり、水域は1.1平方マイル (3.0 km2)、水域率は1.50%である。

### 気候
ポートセントルーシー市は温暖な亜熱帯気候にあり、熱帯気候に入る寸前の位置付けである。夏は概して暑く平均気温は32℃台前半である。冬は温暖であり、平均気温は21℃台前後である。年間降水量の平均値は約1,359 mmである。
2004年9月4日にはハリケーン・フランシス（カテゴリー2）の直撃を受け、直後の9月25日にはハリケーン・ジャンヌ（カテゴリー3）に襲われた。2005年10月24日にはハリケーン・ウィルマ（カテゴリー3）に直撃された。
| ポートセントルーシーの気候         | ポートセントルーシーの気候 | ポートセントルーシーの気候 | ポートセントルーシーの気候 | ポートセントルーシーの気候 | ポートセントルーシーの気候 | ポートセントルーシーの気候 | ポートセントルーシーの気候 | ポートセントルーシーの気候 | ポートセントルーシーの気候 | ポートセントルーシーの気候 | ポートセントルーシーの気候 | ポートセントルーシーの気候 | ポートセントルーシーの気候 |
| 月                                 | 1月                        | 2月                        | 3月                        | 4月                        | 5月                        | 6月                        | 7月                        | 8月                        | 9月                        | 10月                       | 11月                       | 12月                       | 年                         |
| ---------------------------------- | -------------------------- | -------------------------- | -------------------------- | -------------------------- | -------------------------- | -------------------------- | -------------------------- | -------------------------- | -------------------------- | -------------------------- | -------------------------- | -------------------------- | -------------------------- |
| 最高気温記録 °C （°F）             | 32 (89)                    | 32 (90)                    | 33 (92)                    | 36 (97)                    | 37 (98)                    | 38 (101)                   | 38 (101)                   | 37 (98)                    | 37 (99)                    | 36 (96)                    | 33 (92)                    | 32 (89)                    | 38 (101)                   |
| 平均最高気温 °C （°F）             | 23 (74)                    | 24 (75)                    | 26 (79)                    | 28 (82)                    | 30 (86)                    | 32 (90)                    | 33 (92)                    | 33 (91)                    | 32 (90)                    | 30 (86)                    | 27 (81)                    | 24 (76)                    | 29 (84)                    |
| 平均最低気温 °C （°F）             | 11 (51)                    | 11 (52)                    | 13 (56)                    | 16 (61)                    | 19 (67)                    | 22 (71)                    | 22 (72)                    | 22 (72)                    | 22 (72)                    | 19 (67)                    | 16 (60)                    | 12 (54)                    | 17 (63)                    |
| 最低気温記録 °C （°F）             | −5 (23)                    | −2 (28)                    | −3 (26)                    | 1 (33)                     | 7 (45)                     | 13 (56)                    | 18 (64)                    | 16 (61)                    | 16 (60)                    | 6 (42)                     | −1 (31)                    | −3 (26)                    | −5 (23)                    |
| 降水量 mm （inch）                 | 69 (2.7)                   | 74 (2.9)                   | 84 (3.3)                   | 71 (2.8)                   | 112 (4.4)                  | 147 (5.8)                  | 147 (5.8)                  | 163 (6.4)                  | 198 (7.8)                  | 147 (5.8)                  | 89 (3.5)                   | 58 (2.3)                   | 1,359 (53.5)               |
| 出典：Weather Channel 8 April 2009 |                            |                            |                            |                            |                            |                            |                            |                            |                            |                            |                            |                            |                            |

## 人口動態
以下は2000年の統計データである。
| 基礎データ - 人口: 88,769人 - 世帯数: 33,909世帯 - 家族数: 25,736家族 - 人口密度: 453.7人/km2（1,175.1人/mi2） - 住居数: 36,785軒 - 住居密度: 188.0軒/km2（487.0/mi2） 人種別人口構成 - 白人: 87.88% - アフリカン・アメリカン: 7.09% - ネイティブ・アメリカン: 0.23% - アジア人: 1.24% - 太平洋諸島系: 0.03% - その他の人種: 1.77% - 混血: 1.76% - ヒスパニック・ラテン系: 7.52% 年齢別人口構成 - 18歳未満: 24.3% - 18-24歳: 5.9% - 25-44歳: 28.1% - 45-64歳: 22.8% - 65歳以上: 18.8% - 年齢の中央値: 40歳 - 性比（女性100人あたり男性の人口） - 総人口: 94.5 - 18歳以上: 91.4 | 世帯と家族（対世帯数） - 18歳未満の子供がいる: 31.6% - 結婚・同居している夫婦: 61.8% - 未婚・離婚・死別女性が世帯主: 10.0% - 非家族世帯: 24.1% - 単身世帯: 18.2% - 65歳以上の老人1人暮らし: 8.9% - 平均構成人数 - 世帯: 2.60人 - 家族: 2.94人 収入と家計 - 収入の中央値 - 世帯: 40,509 米ドル - 家族: 44,162米ドル - 性別 - 男性: 18,730米ドル - 女性: 16,702米ドル - 人口1人あたり収入: 18,059米ドル - 貧困線以下 - 対人口: 17.9% - 対家族数: 15.7% - 18歳未満: 11.1% - 65歳以上: 9.8% |

## 交通

### 主要高規格道路
フロリダ・ターンパイクは、セントルーシー郡で唯一の有料道路であり、州間高速道路95号線とこのターンパイクが接近する最北端にある。市内には出口が2つ有り、ポートセントルーシー・ブールバード（州道716号線）とベッカー道路に接続している。セントルーシー郡を抜ける経路の大半ではI-95の東側にある。このターンパイクで北のオーランドや南のマイアミに通じている。
 I-95は市の西部を南北に走っている。6車線あり、マイアミや北のジャクソンビルに通じている。出口としてはミッドウェイ道路に通じる126番、セントルーシー・ウェスト・ブールバードに通じる121番、クロスタウン・パークウェイに通じる120番、ガトリン・ブールバードとトラディション・パークウェイに通じる118番、およびベッカー道路に接続する114番の5か所がある。

### 公共交通
公共交通機関としてはNPO法人セントルーシー高齢化評議会の1部門である「コミュニティ・トランジット」がある。1990年代にセントルーシー郡内のみに対するサービスを提供するデマンドバスとして運行を開始したが、その後定期路線を運行するようになった。2002年6月3日、フロリダ州交通局が運営会社に対する助成金の支給を承認し、対象地域をマーチン郡まで拡大した「トレジャーコースト・コネクター」の名称でサービスが開始された。

## スポーツ

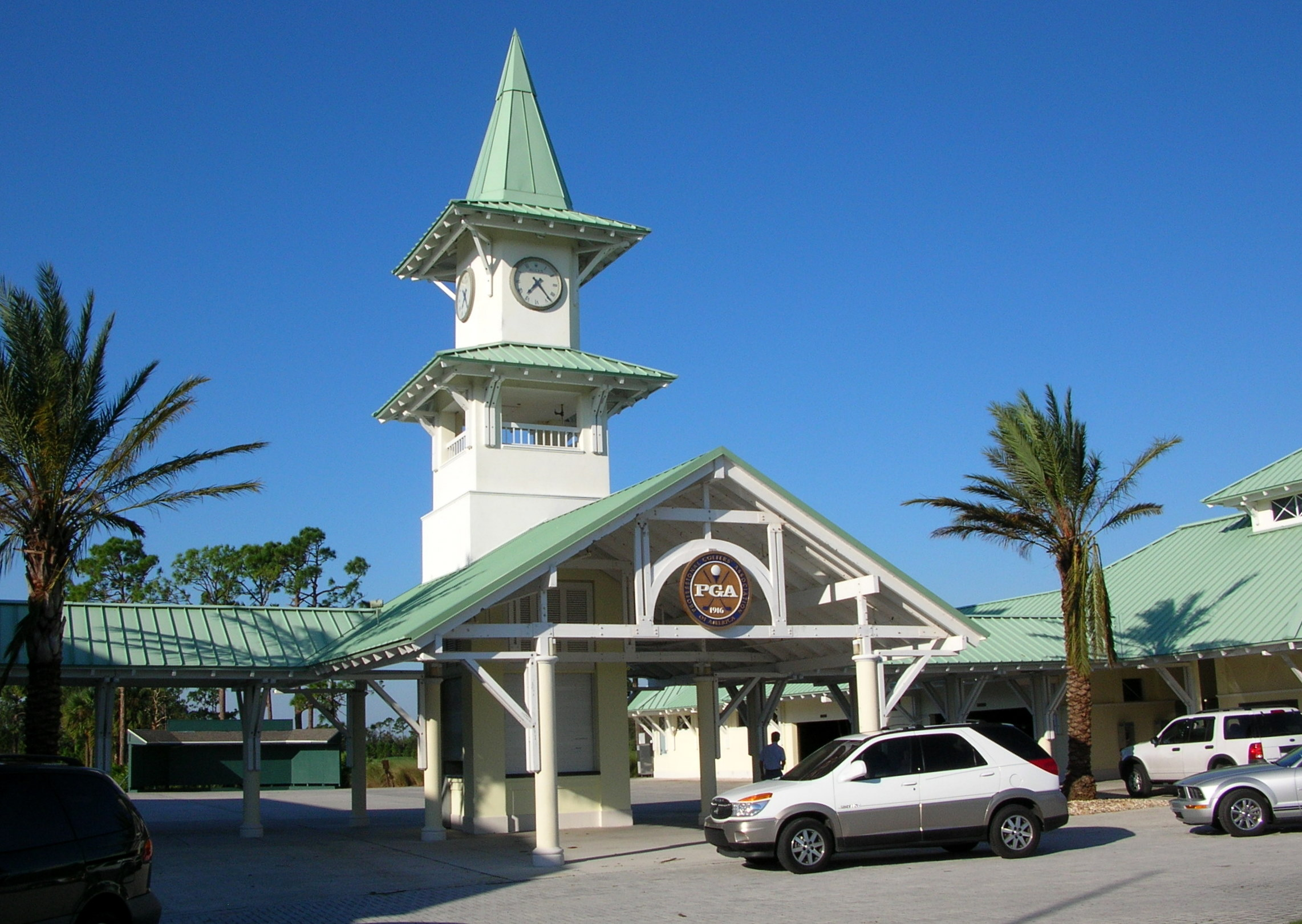
PGAビレッジゴルフ施設

市内ではMLBのニューヨーク・メッツがスプリングトレーニングを行っている。メッツ傘下でロウAサウスイーストに属するセントルーシー・メッツや、同じくメッツ傘下でフロリダ・コンプレックスリーグに属するルーキー級のチームもポートセントルーシーを本拠地としており、3チーム全てがクローバー・パークを利用している。セミプロのサッカークラブ、トレジャーコースト・ガレオンズもポートセントルーシーを本拠地にしている。フロリダ大西洋大学が市内にトレジャーコースト・キャンパスを構えている。PGAビレッジゴルフ施設は54ホールのゴルフコースであり、教習所と歴史史料保管所を兼ねている。2007年には市では初のPGAツアー、ギンクラシック at テソロが開催された。また、市内には世界的に有名な総合格闘技の学校、アメリカン・トップチームのポートセントルーシー・キャンパスがある。さらに、10歳から13歳のジュニア・ミジェット級2部リーグのアメフトチームであるポートセントルーシー・ゴールドパイレーツは、ポップ・ワーナー・リトルスカラーズ・リーグで2009年の国内チャンピオンとなった
。市には他にスケートの地元チームもある。

## 教育
公共教育はセントルーシー郡公共教育学区が管轄しており、セントルーシー郡の他の部分も見ている。市内には小学校6校、中学校7校、高校3校、高等教育機関 4校がある。高等教育機関のインディアン川州立カレッジはフロリダ大西洋大学、バーリー大学およびカイザー大学とキャンパスを共有している。

## 市政府
ポートセントルーシー市は市政委員会方式を採用しており、委員会は市長1人と4つの選挙区からそれぞれ選ばれる4人の委員、合計5人で構成されている。日常の運営は助役 (City Manager) に委ねられている。

## 著名な住人
- ミーガン・フォックス、女優
- マイケル・ブラントリー、プロ野球選手
- バースイマージ、オルタナティブ・ロックのバンド、フュエルド・バイ・ラーメンと契約
- ポイント・オブ・ビュー、オルタナティブパンクのバンド
- ディン・トーマス、総合格闘家
- マリオ・ベンカストロ、エルサルバドル出身の小説家
- ヴァニラ・アイス、ヒップホップのアーティスト
- リック・アンキール、プロ野球選手
- ザカリー・ヘロルド、プロサッカー選手
- クリス・レベスク、ギター奏者、元はマサチューセッツ州ベドフォードのウィルヘルム・スクリームに所属、ポートセントルーシー市の高校で学んだ
- ウェイン・ハイゼンガ、実業家、ブロックバスター・ビデオ、ウェイスト・マネジメントおよびオートネーションの各社を成功させた
- ジョニー・マチェスコ、俳優